# 범주 (이동법)

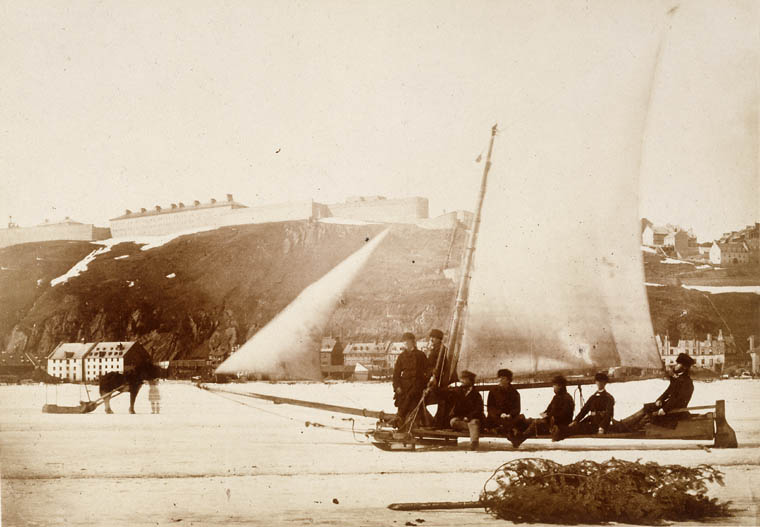
19세기 말 퀘벡의 돛썰매. 종범장을 달았다.

범주(帆走, 영어: sailing)란 바람을 받을 수 있는 면적 존재, 즉 돛(범)을 이용하여 수상 또는 빙상 또는 지상을 주행하는 것을 말한다. 즉 선박 뿐 아니라 썰매나 수레도 범주할 수 있다. 특히 범주하는 선박을 돛배, 범선이라고 한다.

## 같이 보기
- 랜드세일링
- 올림픽 요트